# Preobrazba (biologija)
Preobrazba ali metamorfoza (iz grške skovanke μεταμόρφωσις: μετα- (meta-) - sprememba + μορφή (morfe) - oblika) v biologiji, natančneje zoologiji, označuje biološki proces, pri katerem se dogajajo hitre, obsežne spremembe telesne zgradbe živali. Izraz je nekoliko dvoumen, saj z njim opisujemo povsem nepovezane procese pri zelo različnih skupinah živali, kot so členonožci, plaščarji in dvoživke, pri čemer je »hitra, obsežna sprememba« pogosto subjektivna ocena raziskovalca, ki je pojav prvi opisal. Po nekaterih definicijah se izraz nanaša samo na spremembe v postembrionalnem razvoju živali, vendar je ta pogoj prav tako problematičen, saj se nekatere morske živali izležejo iz jajčec zelo zgodaj, ko so še v fazi razvoja, primerljivi s stadiji gastrule ali celo blastule.
Preobrazba pogosto sovpada s prehodom iz mladostniškega (juvenilnega) v odrasli stadij, ko žival doseže spolno zrelost in prične proizvajati spolne celice, vendar ne nujno. Nekateri avtorji uporabljajo izraz širše, kot vsoto vseh sprememb telesne zgradbe v postembrionalnem razvoju, npr. pri žuželkah z nepopolno preobrazbo.
Mehanizma preobrazbe sta celična rast in diferenciacija, ki ju regulirajo hormoni, izločanje teh pa starost in dejavniki okolja.